# DV

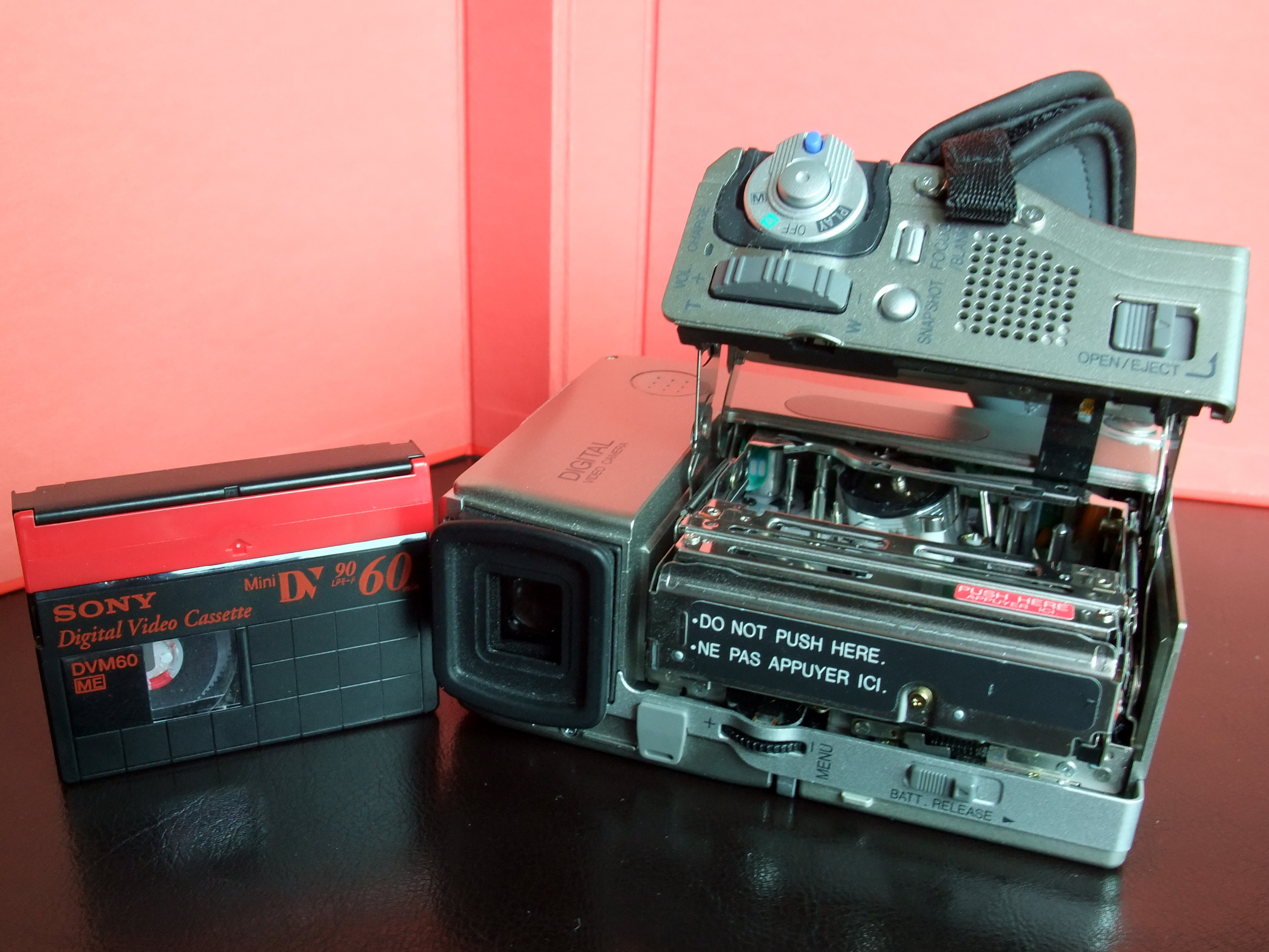
JVC MiniDV攝影機，顯示放入影帶的位置，2001年出廠

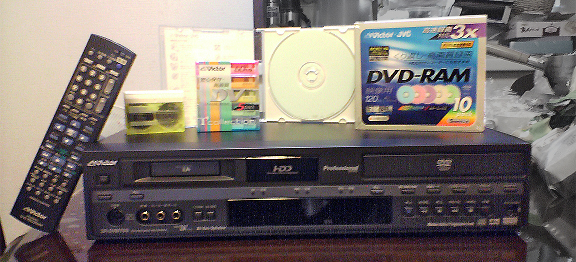
MiniDV錄影機

DV是指用于存储數位影片（英語：Digital video）的一种编解码器和录像带格式系列，由索尼和松下为首的摄像机制造商联盟于1995年推出。20世纪90年代末和21世纪初，DV与从模拟到数字的桌面式视频制作的过渡密切相关，也与一些经久不衰的"产消合一者"摄像机设计密切相关，如索尼VX-1000。其小型格式MiniDV成為家庭及半專業影像製作標準；有時亦應用在如電影及電子新聞採集等專業用途。DV的規格（原為藍皮書，官方名稱IEC 61834）定義了編解碼器及影帶格式。特色包括了為簡單剪接（一種傳輸至非線性剪接系統如IEEE 1394的標準介面）而設Intraframe壓縮，及良好影像品質，特別和早期家用模擬格式如Video8、Hi8及VHS-C等比較。
自1990年代初期，世界知名廠商即各自發表高畫質的家庭用影像數位化規格；但為避免重蹈Betamax和VHS規格戰的歷史教訓，當時由十家廠商召開HD數位化VCR協議會，包括了松下電器、Sony、JVC、飛利浦、三洋電機、日立、夏普、湯臣多媒體、三菱電機及東芝；並於1994年4月同意了家庭用（Consumer）數位VCR規格，這就是所謂的DV規格，也就是家庭用攝影機DV規格。現在全世界已有超過60家的廠商加入此協議。

## 技術標準

### 影像壓縮
DV使用DCT計算法以Intraframe圖場內壓縮，位元率為固定25 Mbit/s（25.146 Mbits/s），加上子碼數據、偵錯、糾錯（約8.7 Mbit/s）共約36 Mbit/s（約35.382 Mbit/s）。在同一位元率，DV比舊式MJPEG編解碼器好，可和Intraframe MPEG-2媲美（注意很多實時攝影的MPEG-2編碼器只用Intraframe壓縮（I-frame），非Interframe壓縮（P及B-frame））。

### 色度抽樣
色度抽樣上，NTSC DV及PAL DVCPRO為4:1:1，其他PAL為4:2:0。

### 音訊
兩聲道，48 kHz採樣率及16位元解像度。或四聲道，32 kHz採樣率及12位元解像度

### 連接性
較新機型DV攝影機可透過IEEE 1394或USB與電腦連接，直接透過軟體轉成多種影片格式。

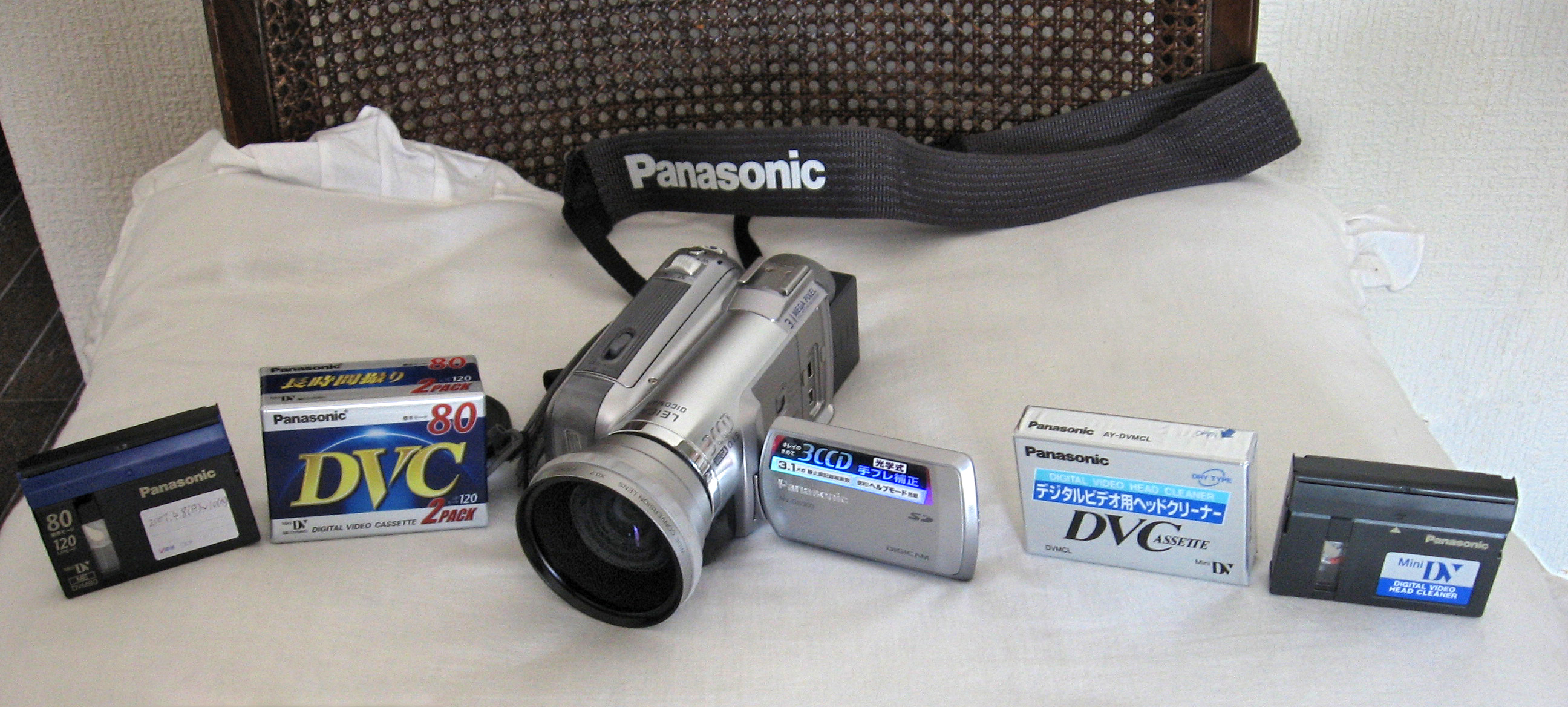
MiniDV攝影機及一些MiniDV錄影帶
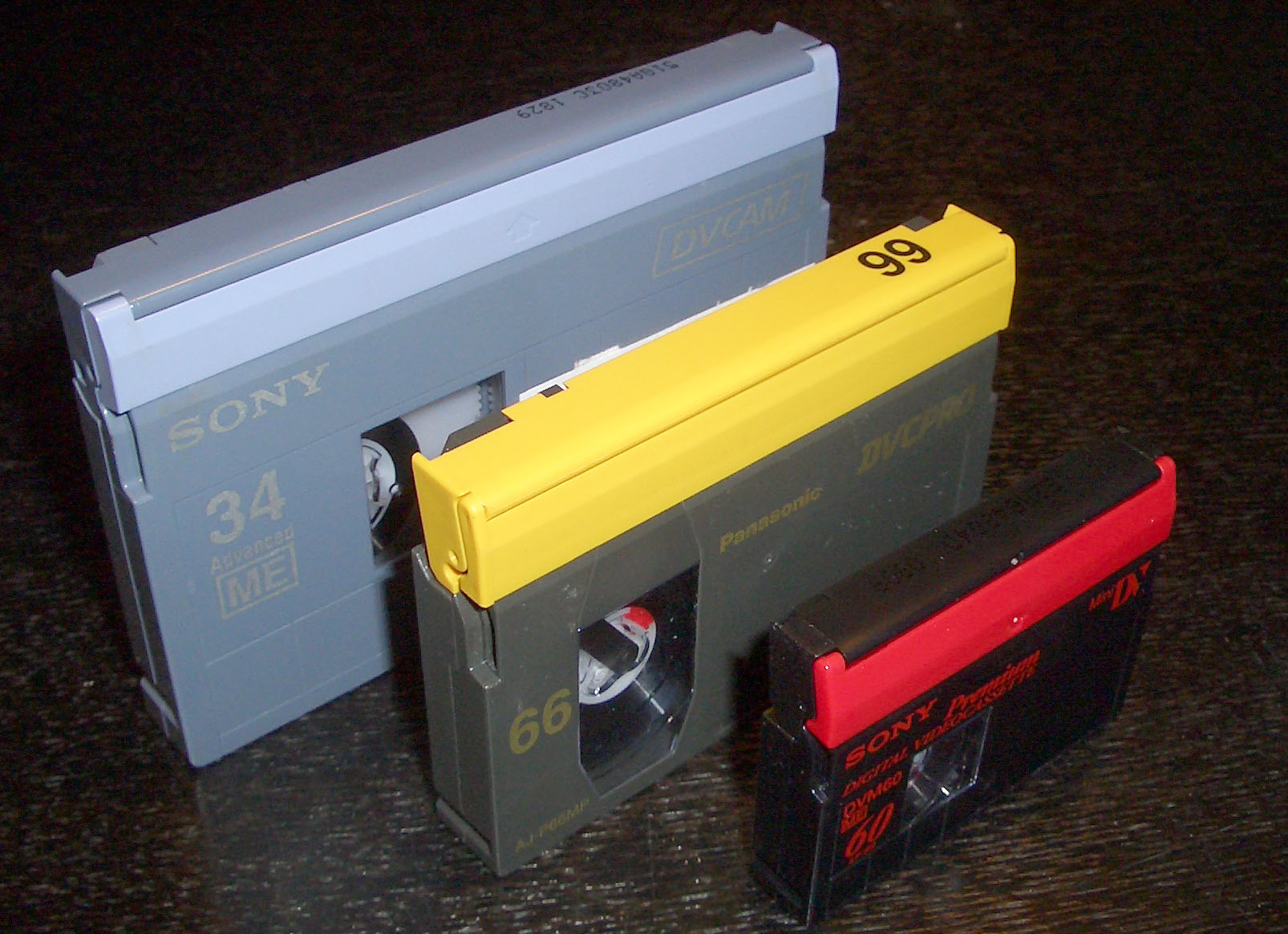
DV影帶左至右：DVCAM-L、DVCPRO-M、MiniDV
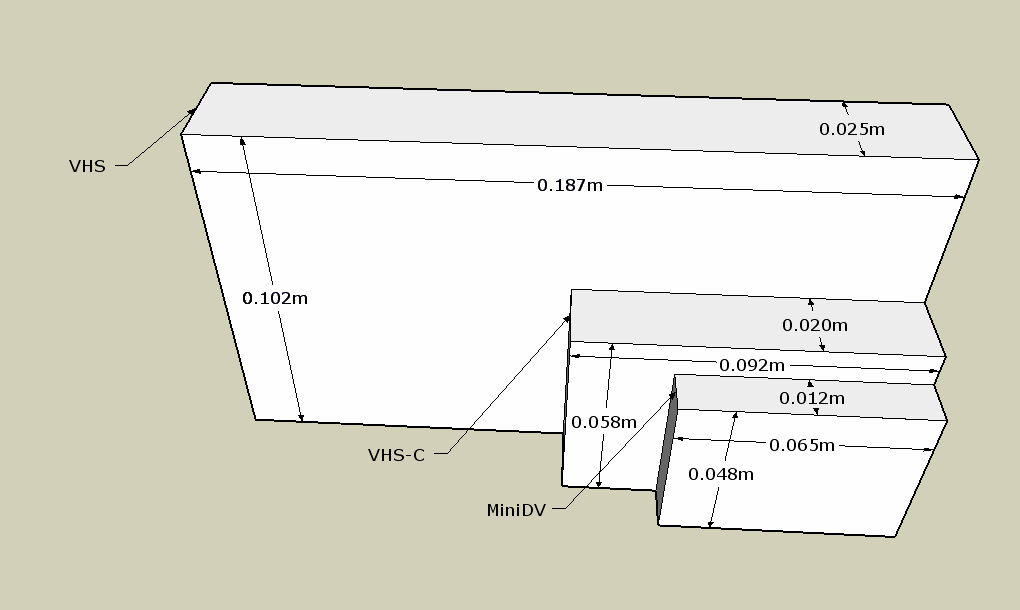
各影帶格式的大小比較上至下：VHS、VHS-C、MiniDV
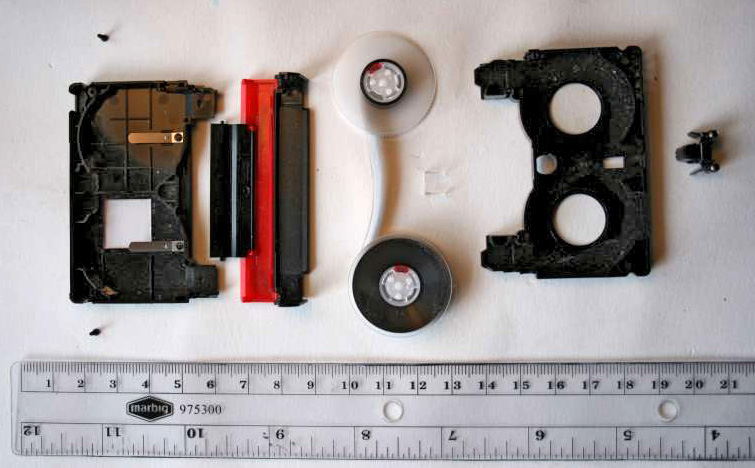
MiniDV影帶的解體圖
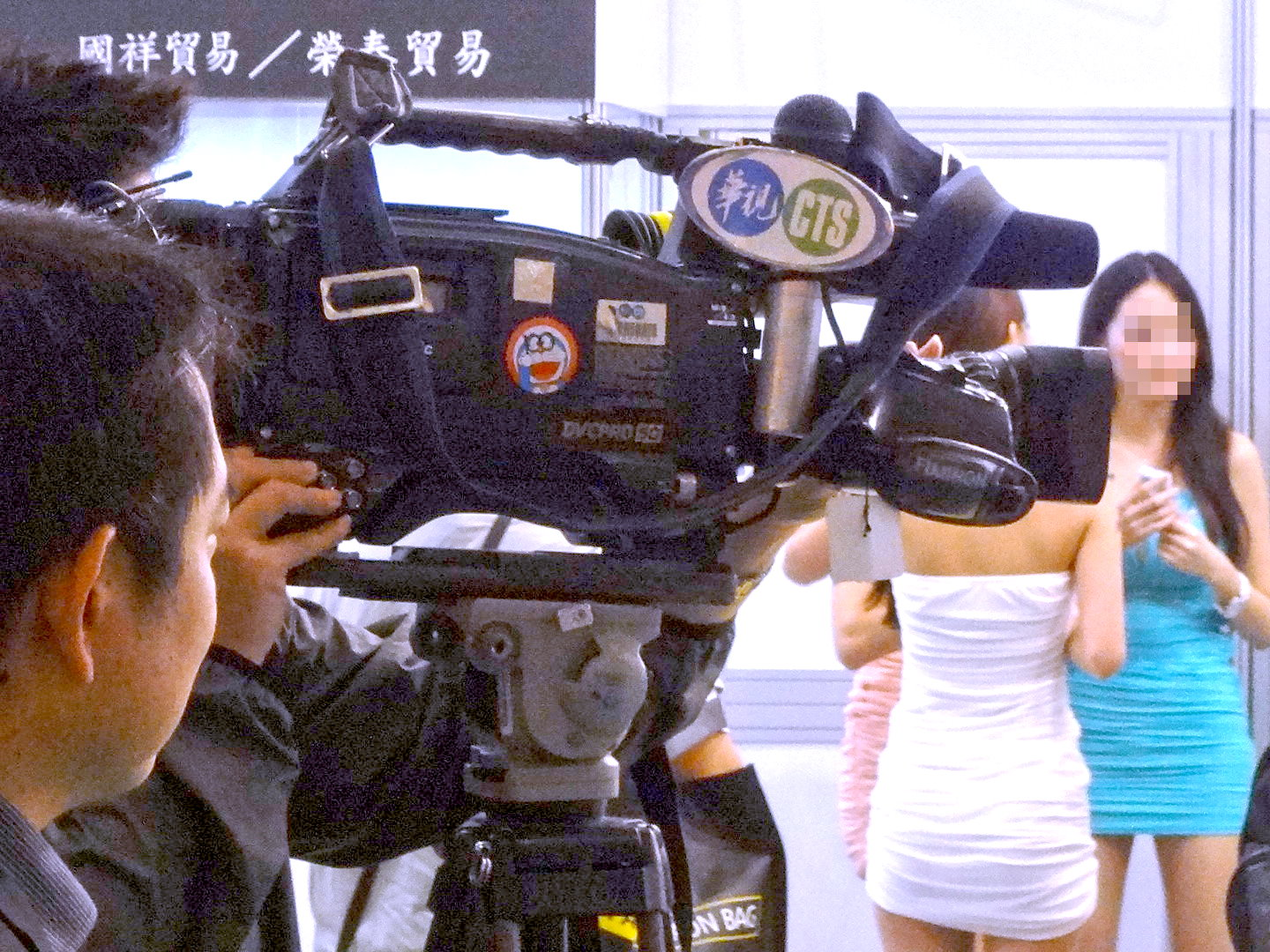
華視新聞的DVCPRO50攝影機

## 另見
- Digital8
- 攝影機
- MPEG
- 影像質素

格式
- HDV及其變體，ProHD
- MicroMV
- DVD

1. ↑  . IEEE Spectrum: Technology, Engineering, and Science News. 3 January 2019  [27 June 2021]. （原始内容存档于2021-06-27）.